# Bururi (stad)
Bururi is een plaats in het zuiden van Burundi en de hoofdstad van de provincie Bururi. Met 15.816 (1990) inwoners is het de derde stad van het land. De provincie Bururi is traditioneel gezien de belangrijkste machtsbasis van de Tutsi-clan Hima, die het land tussen 1966 en 1993 regeerde.
Er bevindt zich een bisdom in de stad, met als belangrijkste gebouw de Cathédrale Christ Roi (kathedraal 'Christus Koning').
Bij de stad ligt het natuurreservaat Réserve Naturelle de Bururi, dat bedekt is met regenwoud en waar zich ten minste 117 vogelsoorten en 25 zoogdiersoorten bevinden.